# FSFAB Cadre-45/2-Weltmeisterschaft 1909

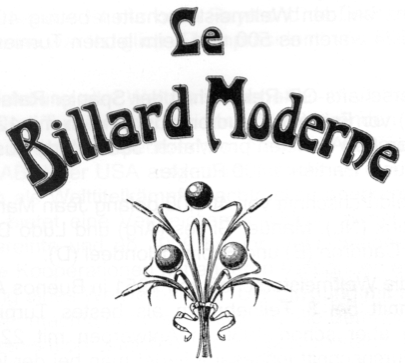
Emblem der FSFAB

Veranstaltungsort: Paris

Die FSFAB Weltmeisterschaften im Cadre 35/2 und 45/2 1909 war die 5. Cadre 45/2 Weltmeisterschaft der Amateure der FSFAB. Das Turnier fand vom 13. April bis 25. April 1909 in Paris statt. Parallel zu denen der FSFAB wurden auch Weltmeisterschaften der Fédération Française de Billard (FFB) ausgetragen.

## Geschichte
Das Turnier wurde auf dem Matchbillard mit 45 cm Abstrich der Cadrefelder ausgetragen. Damit war es fünfte Cadre 45/2 Weltmeisterschaft der FSFAB. Ungeschlagen holte sich der Franzose Lucien Rérolle seinen fünften Weltmeistertitel bei der FSFAB. Mit Albert Poensgen nahm zum ersten Mal ein Deutscher an einer FSFAB Weltmeisterschaft teil. Die Letzte und entscheidende Partie zwischen Rérolle und Mortier wurde bis 500 Punkte gespielt. Sechs Monate nach diesem Turnier wurde Lucien Rérolle Professional.

## Turniermodus
Das ganze Turnier wurde im Round Robin System bis 400 Punkte gespielt.
1. MP = Matchpunkte
2. GD = Generaldurchschnitt
3. HS = Höchstserie

## Abschlusstabelle
| MP    | Match Points (Sieger = 2; Unentschieden = 1; Verlierer = 0) |
| Pkte. | Erzielte Karambolagen                                       |
| Aufn. | Benötigte Versuche                                          |
| GD    | Generaldurchschnitt                                         |
| BED   | Bester Einzeldurchschnitt eines Spielers                    |
| HS    | Höchstserie                                                 |
|       | Bester GD des Turniers                                      |
|       | Bester ED des Turniers                                      |
|       | Beste HS des Turniers                                       |
|       | 1. Platz (Gold)                                             |
|       | 2. Platz (Silber)                                           |
|       | 3. Platz (Bronze)                                           |

| Platz | Name               | MP   | GD    | BED   | HS  |
| ----- | ------------------ | ---- | ----- | ----- | --- |
| 1     | Lucien Rérolle     | 12:0 | 16,44 | 19,04 | 109 |
| 2     | Alfred Mortier     | 10:2 | 13,83 | 23,52 | 138 |
| 3     | Albert Poensgen    | 8:4  | 10,36 | 15,38 | 100 |
| 4     | Charles Darantière | 6:6  | 11,36 | 16,00 | 78  |
| 5     | Edouard Roudil     | 4:8  | 8,57  | 9,30  | 84  |
| 6     | Henri Maréchal     | 2:10 | 7,08  | 7,14  | 73  |
| 7     | Henri Blanc        | 0:10 | 6,70  | –     | 54  |